# Aeromarine M-1

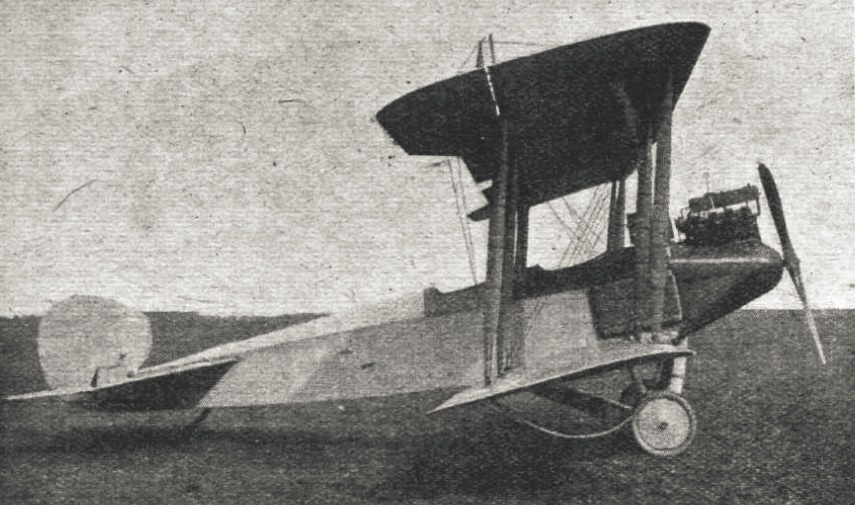
Aeromarine M-1

L'Aeromarine M-1 est un biplan biplace d'entraînement avancé américain de la Première Guerre mondiale.
Ce classique biplan à ailes inégales décalées construit en bois et toile avait des allures d'AEG B.I ou B.II avec son moteur Hall-Scott A-7A en ligne non caréné et les radiateurs plaqués le long du fuselage. 6 exemplaires ont été livrés à l’USAAS [AS265/270].